# Bloqueig (ferrocarril)
|  | Per a altres significats, vegeu «Bloqueig». |

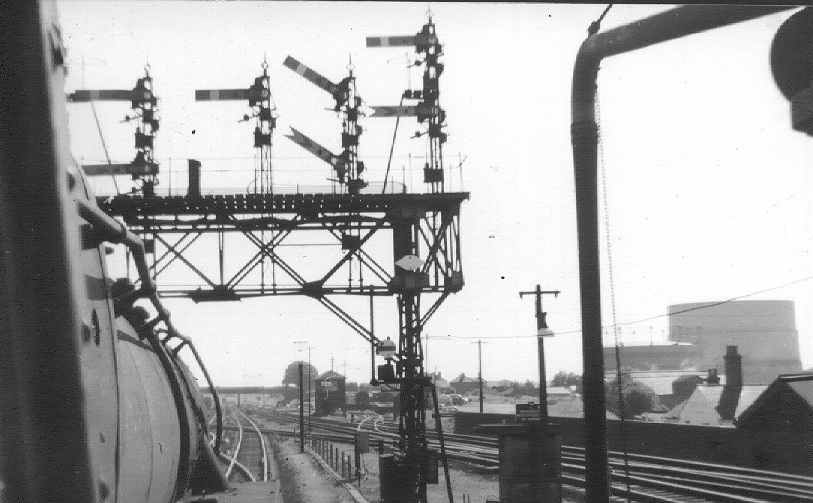
Pont anglès de senyals, controlat per un sistema de bloqueig.

El blocatge ferroviari és un dispositiu que serveix per organitzar l'assignació de trams de via en el trànsit de trens. El sistema de blocatge té per objecte controlar i assegurar la lliure circulació dels trens, d'estació a estació, evitant la circulació simultània de trens en direccions oposades, per la mateixa secció de via. La manera amb què es realitza el blocatge depèn de la tecnologia disponible, des de simples acords verbals per evitar que dos trens usin la mateixa via, fins a complexos sistemes informatitzats que comproven en tot moment la posició dels trens.

## Tipus

### Bloqueig telefònic (BT)
El bloqueig telefònic és un dels bloquejos més antics. En cadascuna de les estacions el cap de circulació ha d'autoritzar al tren que arribi fins a la següent. Per evitar que dos trens usin la mateixa via, el cap de circulació es posa en contacte telefònic amb la següent estació per acordar la utilització de la via. Que el control es faci en les estacions obliga que només pugui existir un tren a cada via entre estacions i, per tant, que el cantó hagi d'arribar d'una estació a una altra: 

#### Bloqueig telefònic centralitzat (BTC)
El bloqueig telefònic centralitzat és un tipus de bloqueig telefònic en què l'ocupació d'una via s'acorda amb un lloc de comandament en comptes de fer-ho amb les estacions col·laterals.

#### Bloqueig telefònic supletori (BTS)
El bloqueig telefònic supletori consisteix a utilitzar bloqueig telefònic en línies que tenen algun altre tipus de bloqueig quan aquest queda fora de servei.

### Bloqueig elèctric manual
En el bloqueig elèctric manual la reserva d'un tram de via entre dues estacions es realitza a través d'un panell electrònic connectat amb un altre panell en la següent estació, que permet acordar l'ús de les vies.

### Bloqueig automàtic (BA)
En el bloqueig automàtic el cantó està protegit per mitjà de senyals que funcionen de manera automàtica tancant el pas a vies ocupades. Es controla des d'un panell de comandament o bé de manera completament automàtica a través de circuits de via. El control automàtic permet situar senyals enmig de la via i establir diversos cantons entre estacions, el que possibilita tenir més d'un tren a la mateixa vegada en la mateixa entre estacions: 
Hi ha diversos tipus de bloqueig automàtic: 
- Bloqueig automàtic en via única (BAU): Es tracta d'un bloqueig automàtic instal·lat en una via única. La via té senyalització per a ambdós sentits de circulació.
- Bloqueig automàtic en via doble (BAD): Es tracta d'un bloqueig automàtic instal·lat en una via doble. Cadascuna de les vies s'utilitza per a un sol sentit de circulació, de manera que cada via posseeix senyalització per al seu sentit i no per al contrari.
- Bloqueig automàtic en via doble banalitzada (BAB): Es tracta d'un bloqueig automàtic instal·lat en una via doble per la qual poden circular els trens en qualsevol sentit per qualsevol via. Cada via té senyalització en els dos sentits. L'efecte és similar al de dos BAU paral·lels.
- Bloqueig d'alliberament automàtica (BLA): És un tipus especial de bloqueig automàtic en el qual en lloc d'usar circuits de via s'empren comptadors d'eixos a la sortida i a l'entrada de les estacions. El cantó no queda lliure fins que el comptador de l'estació d'arribada hagi comptat els mateixos eixos que el comptador de l'estació de sortida.
  - Bloqueig d'alliberament automàtica en via única (BLAU).
  - Bloqueig d'alliberament automàtica en via doble (BLADE).
- Bloqueig de control automàtic (BCA) o per distància-objectiu: en el qual els cantons no estan delimitats per senyals, sinó per les distàncies entre trens, en funció de la seva velocitat. El maquinista rep en cabina a cada moment la velocitat màxima que ha de portar el seu tren.

### Bloqueig per ocupació (BO)
Els sistemes de bloqueig anteriors estan pensats per a la circulació de trens convencionals, però presenten inconvenients per als trens de treball i inspecció, que treballen molt de temps detinguts en la mateixa via, tornen a l'estació de la que van partir sense arribar a la següent, no són capaços de curtcircuitar els circuits de via, etc.. Per a aquests trens s'utilitza el bloqueig per ocupació, que també pot ser emprat per a la circulació d'altres tipus de trens. Per a l'aplicació d'aquest bloqueig és imprescindible que existeixi comunicació telefònica entre l'encarregat dels treballs o de la prova i el lloc de comandament o el cap de circulació. Prèviament a aquest bloqueig, els treballs o la circulació del tren han d'haver estat autoritzats pel lloc de comandament o el cap de circulació fixant per endavant el temps màxim d'ocupació de la via, perquè sigui bloquejada a altres trens durant aquest temps.

### Via única temporal (VUT)
La via única temporal és el blocatge utilitzat quan per una incidència no es pot circular per una de les vies i s'ha de realitzar tota la circulació per una sola via en ambdues direccions. En aquest cas, s'utilitza la via única temporal. En cas que la via per la qual es circuli durant la incidència disposi de bloqueig automàtic banalitzat es podrà circular sense problemes. En cas que la via no estigui banalitzada se circularà sense problemes en la direcció normal de la via i es circula amb màxima precaució i comprovant la posició correcta dels diferents elements de via al circular en contra-via. Per assegurar la circulació, es realitzarà un bloqueig telefònic entre els punts d'inici i final de via única i s'establirà un element de pilotatge.